# Plectus effilatus
Plectus effilatus är en rundmaskart som beskrevs av Stekhoven och Mawson 1954. Plectus effilatus ingår i släktet Plectus och familjen Plectidae. Inga underarter finns listade i Catalogue of Life.